# Баранников, Виктор Павлович
Ви́ктор Па́влович Бара́нников (20 октября 1940, Федосьевка,Пожарский район, Приморский край, СССР — 21 июля 1995, Москва, Россия) — советский и российский государственный деятель, министр внутренних дел РСФСР (1990—1991), последний министр внутренних дел СССР (1991), министр безопасности РФ (1992—1993), генерал армии (1992).

## Биография
По окончании школы работал токарем на Елабужском механическом заводе (1957—1961). В 1958—1960 годах учился в культпросветучилище, затем работал инструктором Елабужского райкома ВЛКСМ.
В 1961 году поступил на службу в милицию участковым инспектором, окончил Елабужскую специальную среднюю школу милиции (1961—1963), Свердловское отделение Высшей школы МВД РСФСР (1968). Работал начальником отделения милиции, заместителем начальника районного отдела милиции по оперативной работе. В 1974—1979 годах служил заместителем начальника, а в 1979—1983 годах — начальником отдела внутренних дел в Калининграде Московской области.
В 1983 году переведён в центральный аппарат МВД СССР, возглавлял 7-й отдел Управления по борьбе с хищениями социалистической собственности МВД СССР, ведавший валютными преступлениями и хищением драгоценных металлов и камней.
В июне 1988 года направлен на должность первого заместителя министра внутренних дел Азербайджанской ССР для урегулирования ситуации в республике, где разгорелся Карабахский конфликт — этнополитический конфликт между армянами и азербайджанцами.

### Министр внутренних дел РСФСР (1990—1991)
17 июля 1990 года назначен первым заместителем министра, а с 8 сентября того же года, после перехода министра В. П. Трушина в МВД СССР — министром внутренних дел РСФСР в первом правительстве И. С. Силаева. С 11 по 27 июля 1991 года, после отставки правительства — исполняющий обязанности министра, 27 июля 1991 года вновь назначен министром внутренних дел РСФСР во втором правительстве И. С. Силаева.
С 19 июля по 13 сентября 1991 года по должности министра входил в Государственный совет при президенте РСФСР.
Во время событий 19-21 августа 1991 года Баранников был одним из главных организаторов обороны «Белого дома» и противодействия Государственному комитету по чрезвычайному положению (ГКЧП). Вечером 19 августа он разослал шифротелеграмму руководителям территориальных органов МВД РСФСР, которая требовала отказаться от участия в «антиконституционном перевороте», и отдал распоряжение о направлении подразделений московского ОМОНа и курсантов милицейских школ для защиты российского руководства.
22 августа 1991 года в аэропорту Внуково-2 принимал участие в аресте министра обороны СССР, маршала Советского Союза Дмитрия Язова. Также организовал специальную группу МВД РСФСР, которая занималась доставкой и охраной арестованных членов ГКЧП на подмосковных дачах Совета министров РСФСР. В этот период пользовался личным расположением Президента РСФСР Б. Н. Ельцина, которому импонировала решительность и преданность министра.

### Министр внутренних дел СССР (1991)
После провала выступления ГКЧП и последовавшей отставки правительства СССР новое союзное руководство было сформировано из членов российского правительства. Указом от 23 августа 1991 года президент СССР Михаил Горбачёв назначил Баранникова министром внутренних дел СССР и внёс данное решение на рассмотрение сессии Верховного Совета СССР. 29 августа 1991 года Верховный Совет СССР согласно пункту 3 статьи 113 Конституции СССР утвердил назначение Баранникова главой союзного МВД. Таким образом, Баранников стал последним главой МВД СССР. 5 сентября ему было присвоено воинское звание генерал-полковника. Некоторое время он совмещал руководство союзным и российским министерствами, потом указом от 13 сентября 1991 года был освобождён от поста в правительстве РСФСР, который занял его заместитель А. Ф. Дунаев.
Возглавив МВД СССР, Баранников прекратил деятельность ОМОНа в Вильнюсе и Риге. Когда 8 ноября 1991 года на заседании Президиума Верховного Совета РСФСР обсуждалась возможность введения чрезвычайного положения в Чечено-Ингушетии, Баранников высказался против, мотивируя это неготовностью внутренних войск.
На Беловежские и Алма-Атинские соглашения, подписанные в нарушение Закона СССР от 3 апреля 1990 года № 1409-I «О порядке решения вопросов, связанных с выходом союзной республики из СССР» и итогов Всесоюзного референдума о сохранении СССР, а также на принятые решения Совета Республик ВС СССР не отреагировал, а возглавляемые им следственные органы бездействовали.

### Министр безопасности РФ (1992—1993)
19 декабря 1991 года Баранников был назначен главой Министерства безопасности и внутренних дел РСФСР, которое должно было объединить ряд силовых ведомств РСФСР и распадающегося СССР. МБВД было создано по инициативе самого Баранникова. Он считал, что объединённые силы государственной безопасности и внутренних дел должны были стать опорой Президенту РСФСР, особенно в трудный период радикальных экономических реформ, это министерство так и не было сформировано из-за противодействия членов Верховного Совета Российской Федерации. 14 января 1992 года Конституционный суд России признал указ о создании МБВД не соответствующим Конституции РСФСР и в связи с этим объявил его утратившим силу. Таким образом, слияние Министерства внутренних дел РСФСР и Агентства федеральной безопасности РСФСР было отменено. На следующий день Генеральным директором АФБ был назначен Баранников с указанием ему в двухнедельный срок внести предложения о реорганизации Агентства. Уже через 9 дней, 24 января 1992 года, появился указ о создании на базе упраздняемых Агентства федеральной безопасности РСФСР и Межреспубликанской службы безопасности СССР Министерства безопасности РФ, главой которого стал Баранников.
7 мая 1992 года Баранникову было присвоено воинское звание генерала армии. После отставки правительства Е. Т. Гайдара сохранил свой пост в правительстве В. С. Черномырдина.
27 июля 1993 года освобождён от должности министра безопасности «за нарушение этических норм, а также за серьёзные недостатки в работе, в том числе по руководству пограничными войсками». В своих мемуарах «Записки президента» Б. Н. Ельцин объясняет отставку министра коррупцией — его небескорыстными связями с Б. И. Бирштейном, главой фирмы «Сиабеко». Второй причиной стали события на таджикско-афганской границе 13 июля, где нападение на российских пограничников привело к гибели 25 бойцов и захвату пограничной заставы.

### Участие в событиях октября 1993 года в Москве

Могила Баранникова на Ваганьковском кладбище.

В сентябре 1993 года достигло высшей точки длительное противостояние президента Б. Н. Ельцина и Верховного Совета России. 21 сентября президент Ельцин подписал указ № 1400, которым предписывал Съезду народных депутатов и Верховному Совету прекратить свою деятельность. В тот же день Конституционный суд пришёл к заключению, что данный указ не соответствует Конституции и является основанием для немедленного прекращения полномочий президента. 22 сентября VII (экстренная) сессия Верховного Совета на основании статей 121.6 и 121.11 конституции констатировала прекращение полномочий президента Ельцина с момента издания данного указа и переход их к вице-президенту А. В. Руцкому. В эти дни Баранников прибыл по приглашению председателя Верховного совета Р. И. Хасбулатова в «Дом Советов». 22 сентября Верховный Совет дал согласие исполняющему обязанности президента Руцкому на назначение Баранникова на должность министра безопасности России. В тот же день Руцкой подписал соответствующий указ, однако в здание министерства на Лубянке Баранников допущен не был. В ходе штурма Дома Советов 4 октября 1993 года он был арестован вместе с другими назначенными Руцким министрами (кроме Василия Трушина) и в тот же день уволен Б. Н. Ельциным с военной службы.
Баранникову было предъявлено обвинение в организации массовых беспорядков во время октябрьских событий в Москве, он был заключён в следственный изолятор «Лефортово». 23 февраля 1994 года Государственная Дума Российской Федерации приняла постановление о политической амнистии участникам событий сентября—октября 1993 года. В соответствии с ней 26 февраля 1994 года Баранников был освобождён из-под стражи, а уголовное дело в отношении него было прекращено.
Опальный министр умер 21 июля 1995 года на своей даче на Рублёвском шоссе под Москвой от инсульта. Похоронен на Ваганьковском кладбище в Москве (участок № 14).

## Памятные места
- Мемориальная доска на здании Суворовского училища в Елабуге (ул. Набережная, 19). В этом здании располагалась Елабужская специальная средняя школа милиции, которую окончил Баранников (установлена в 2003 году)[8].